# Callistoleon manselli
Callistoleon manselli is een insect uit de familie van de mierenleeuwen (Myrmeleontidae), die tot de orde netvleugeligen (Neuroptera) behoort. 
Callistoleon manselli is voor het eerst wetenschappelijk beschreven door New & Matsura in 1993.